# Farvel igen mor
"Farvel igen mor" er 10. og sidste afsnit af sæson 1 i den danske sitcomserie Klovn.
Afsnittet er instrueret af Mikkel Nørgaard og skrevet af Casper Christensen. Dette er det første afsnit Lars Hjortshøj medvirker i.

## Handling
Frank modtager et brev om at hans mors gravsted skal flyttes. Desværre er det den samme dato som han skal til Herrefrokost hos Casper. Da han ikke kan vælge, hvad han helst vil, vil han prøve at nå det hele på dagen. Men selvfølgelig går det galt.
Han kan ikke få det gravsted ved bøgetræet han gerne vil have, men bestikker parret som er skrevet op til det, ved at love dem et besøg af Casper. Casper lover at gøre det, men kun på den betingelse, at Frank søger for afhentning af stripper og skinkesalat til Herrefrokosten.
Under flytningen af gravstedet, kommer graveren til at ødelægge Franks mors urnen og nu begynder Frank at få travlt. Han må købe en ny urne hos bedemanden og på vej ud til sin bil, møder han stripperen Spanky, hun fortæller hun skal være tilbage om en time. Det lover Frank hun nok skal være, de skal blot forbi slagteren først. Men da slagteren er ved at lukke og derfor ingen bøtter har, må Frank tage den nyindkøbte urne i brug. Frank begynder at føle sig presset da de nu må en tur tilbage til bedemanden efter endnu en urne.
Da Frank står og skal til at begrave sin mor igen, kommer Bøgetræsparret og siger de ingen aftale har, da de billeder de tog ikke ligner Casper. Frank tager derfor urnen med sin mor med tilbage til bilen. Men Spanky nægter at kører med Franks mors aske, og Frank må derfor tilbage til graveren med urnen som må blive begravet uden Franks tilstedeværelse.
Til Herrefrokosteren kommer de endelig til dagens højdepunkt, skinkesalaten. Der er kun et problem, det er ikke skinkesalat der er i urnen.

## Hovedskuespillere
- Frank : Frank Hvam
- Casper : Casper Christensen
- Mia : Mia Lyhne

## Øvrige medvirkende
- Claire : Claire Ross-Brown
- Graver : John Martinus
- Bøgetræsparret : Lars Oluf Larsen & Ida Dwinger
- Spanky : Christine Albrechtlund
- Bedemand : Jens Blegaa
- Slagter : Asger Gottlieb
- Jan : Jan Gintberg
- Lars : Lars Hjortshøj
- Lasse : Lasse Rimmer
- Mikael : Mikael Wulff